# Дараселия, Гедеван
Гедеван Дараселия (род. 26 октября 1988) — грузинский футболист, защитник.
В сезоне 2005/06 провёл 9 матчей в чемпионате Грузии за ФК «Тбилиси». В 2007 году перешёл в клуб первого российского дивизиона «Торпедо» Москва, за который провёл один матч — 2 ноября в домашней игре против «Балтики» (3:1) вышел на 90-й минуте. В марте 2008 года был выставлен на трансфер.
Также сыграл один матч, выйдя на последней минуте, за вторую команду «Рот Вайсс» (Ален). По одним данным сайта transfermarkt — в первой половине 2009 года, по другим — 12 ноября 2006 года.